# Ptinus foncki
Ptinus foncki is een keversoort uit de familie klopkevers (Ptinidae). De wetenschappelijke naam van de soort werd in 1804 gepubliceerd door Rodolfo Amando Philippi.